# Заливање фисура
Заливање фисура је профилактичка мера у стоматологији, која се састоји од прекривања или испуњавања површина зуба на којима се често јавља каријес танким слојем одређеног материјала. Овај поступак се углавном спроводи на фисурама и јамицама недавно изниклих зуба, јер код њих није завршена матурација глеђи што их чини пријемчивијим за настанак каријеса. Заливање фисура се најчешће врши на првим сталним моларима. Понекад се код почетног каријеса гризне површине бочних зуба ради минимална препарација и стављање испуна, након чега се врши заливање преосталих фисура.
Током времена су коришћене различите методе и материјали. Почетком 20. века Милер је на оклузалне површине зуба апликовао сребро-нитратне растворе. Тридесет година касније Гор је користио нитроцелулозу, док је половином истог века Аст употребљавао цинк-хлорид. Хајат је предлагао да се гризна површина кутњака још у фази ницања прекрије слојем цинк-фосфатног цемента, а да се на изниклом зубу испрепарише кавитет и исти испуни амалгамом (метод познат као одонтотомија). Он није наишао на одобравање због своје инвазивности, односно непотребног уклањања здравих зубних ткива. Милер је педесетих година 20. века заговарао заливање гризних површина кутњака слојем бакарног цемента, али се показало да тај материјал има слаба адхезивна својства.
Данас се заливање фисура састоји од:
- машинског уклањања меких наслага са површине зуба (коришћењем пасти без флуорида),
- нагризања површине глеђи киселинама,
- апликовања заливача (глас-јономер цементи или композити) и
- полимеризације заливача.

За нагризање се најчешће употребљава раствор ортофосфорне киселине, која врши деминерализацију и омогућава продор заливача у структуру зуба. Као заливачи се углавном користе композитне смоле које могу бити безбојне или у различитим бојама. У случајевима када није могуће успоставити суво радно поље током заливања фисура (што битно утиче на ретенцију заливача), користе се глас-јономер цементи. У последње време овим материјалима се додају и флуориди који се постепено отпуштају и тако испољавају свој превентивни учинак.